# Верки (Рязанская область)
Верки — деревня в Кадомском районе Рязанской области России на левобережье реки Мокши. Входит в состав Кущапинского сельского поселения.

## История
По дореволюционному административному делению сельцо Верки /В 17-18 вв. д. Верики. / относилось к Стандровской волости Темниковского уезда Тамбовской губернии. В 1914 году русские крестьяне относились к церковному приходу с. Кочемирово.
В 1930г. на базе сельскохозяйственной артели / Искра / организован колхоз / Искра /.  Во время укрупнения колхозов в 1951 году в состав колхоза " Искра " вошёл колхоз " Победа " Заулкинского сельского совета.

## Население
| 1862 | 1914 | 1983 | 1993 | 2010 |
| ---- | ---- | ---- | ---- | ---- |
| 244  | ↗513 | ↘40  | →40  | ↘8   |

Население в 1862 г. составляло 344 чел., татары 63 %, русские 37 %.
В 1914 году в Верках проживало 513 человек, им принадлежало 1227 десятин земли.

## Ислам
В 1862 г. в сельце уже была соборная мечеть. К конце XIX в. количество прихожан составило 322 чел. Имамы из рода Чембарисовых.
В 1914 году работала татарская школа.